# Saint-Cast-le-Guildo
Saint-Cast-le-Guildo is een gemeente in het noorden van Bretagne, aan het Het Kanaal. De gemeente telde 3.353 inwoners op 1 januari 2022.

## Geografie
De oppervlakte van Saint-Cast-le-Guildo bedraagt 23,63 km², de bevolkingsdichtheid is 146 inwoners per km² (per 1 januari 2019).
De onderstaande kaart toont de ligging van Saint-Cast-le-Guildo met de belangrijkste infrastructuur en aangrenzende gemeenten.

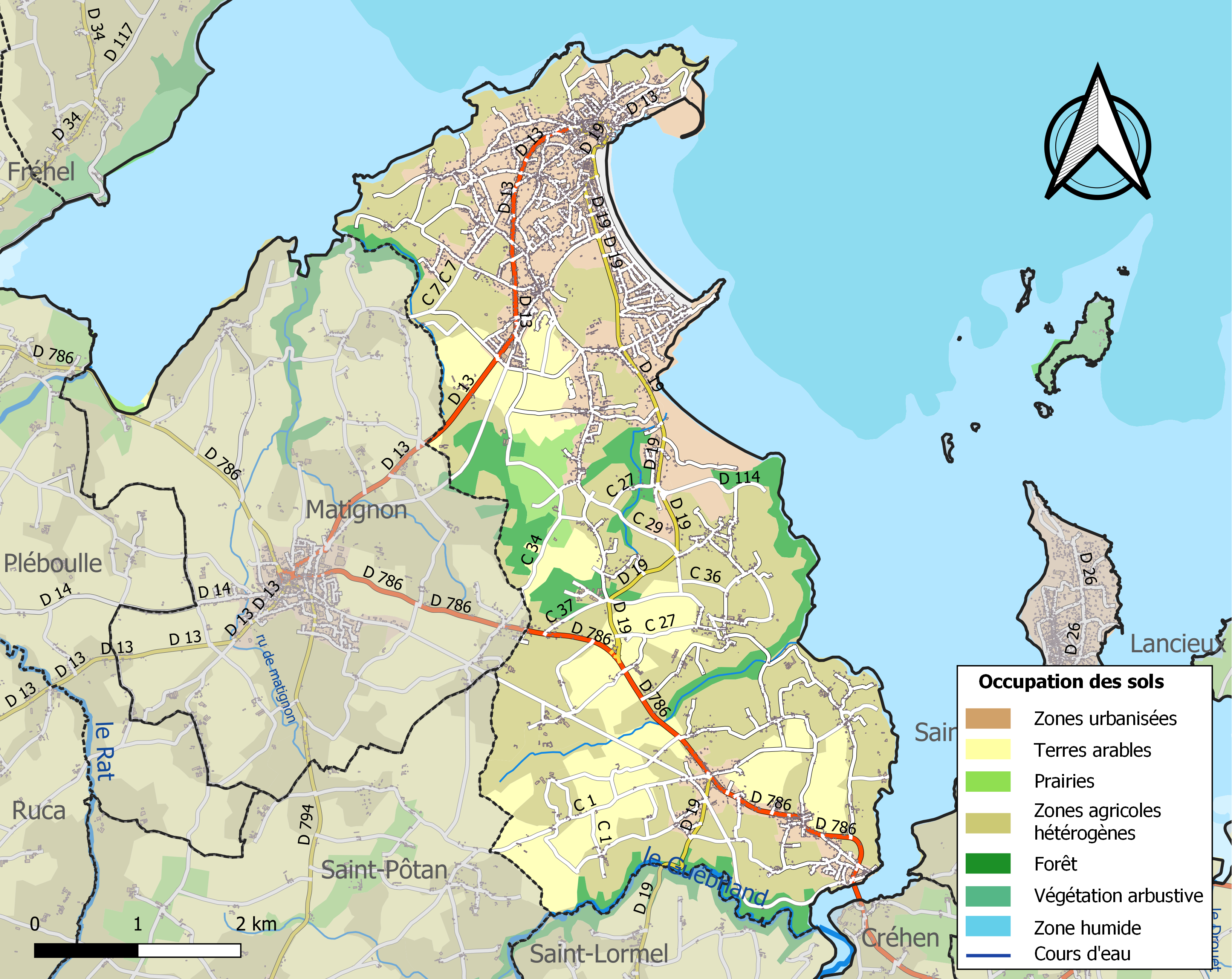

## Demografie
Onderstaande figuur toont het verloop van het inwonertal, bron: INSEE-tellingen. 

## Geboren
- Anne Beaumanoir (1923-2022), neurofysiologe en politiek activiste[2]